# Rudolf Cederström
Olof Rudolf Cederström (Landskrona, 1764. február 18. – Löfsta, 1833. június 1.) svéd tengerésztiszt, tengernagy.

## Élete
Rudolf Cederström 1764-ben született a nemesi származású svéd Clas Cederström báró, ezredes és Margareta Elisabet von Mevius gyermekeként Landskrona városában. Fiatalon a tengerészet soraiba állt, egy ideig a svédek egyik gyarmatán, Saint-Barthélemy szigetén teljesített szolgálatot. Miután 1788-ban III. Gusztáv svéd király király háborúba kezdett az orosz cárnővel, kirobbantva az 1788-90-es orosz–svéd háborút, Cederström is részt vett a harcokban, immár tengerésztisztként. 1790-ben két fregatt és néhány brigg parancsnokaként sikeres expedíciót vezetett Paldiski ellen, mely során nagy mennyiségű orosz felszerelés semmisített meg. Kitűnt a Revali-és a Viborgi csatákban, majd 1796-98 között az Északi-tengeren harcolt a britek által fizetett kalózok ellen. 1793-ban megházasodott, felesége a grófi származású Charlotta Catherine Wrangelska af Sauss volt.
A svédek 1800-ban háborúba keveredtek Tripolitániával. Az admiralitás 1801. április 9-én altengernaggyá léptette elő Cederströmöt és egy kisebb hajóraj élére állítva  a Földközi-tengerre küldte. A parancsnok hajói 1801 közepén érkezett meg Tripoli partjaira, és csatlakozott az ekkor már szintén a berberek ellen harcoló amerikaiak által fenntartott blokádhoz.
Az 1808-as finn háború idején Gotland szigetének helyettes kormányzójává nevezik ki, ő kapja feladatául a sziget védelmének megszervezését. Megalapítja a Gotlandi Nemzeti Sorkatonaságot (Gotlands nationalbeväring). Később, 1813-ban segédkezett a franciák és a dánok ellen harcoló brit csapatok pomerániai partraszállásában. 1815. augusztus 8-ától miniszternek nevezik ki. 1819-ben XIV. Károly János svéd király grófi rangra emelte. 1820-tól tengernagy. 1823-ban Cederström Amiralgeneraler rangot kapott és a haditengerészet élére került. 1828-ban egy hajóeladási botrány miatt lemondásra kényszerült. 
Utolsó éveit Uppland tartományban, Löfsta melletti birtokán töltötte. 1833. június 1-én itt hunyt el.